# Rhizosfär

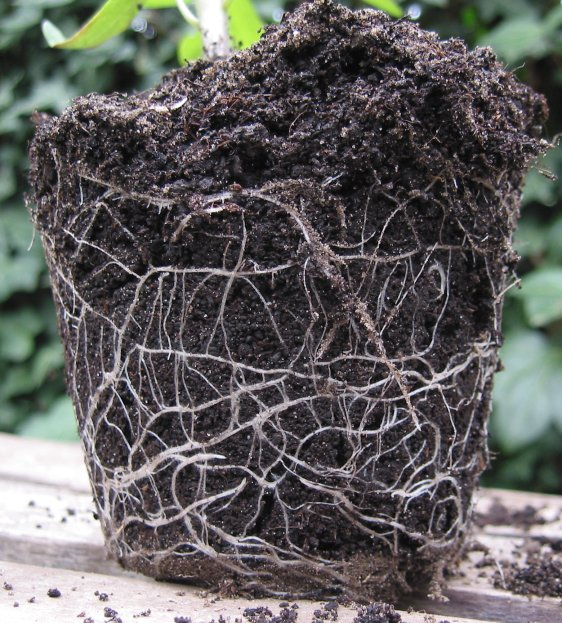
Rötter från en tomatplanta

Rhizosfär eller rotzon kallas jordskiktet närmast runt växters rötter som kännetecknas av hög mikrobiell aktivitet. I rhizosfären möts växt, mark och mikroorganismer och utbyte av näringsämnen sker. Växten påverkar miljön i rhizosfären genom utsöndring av rotexudat och avlagring av döda rotceller. Näringstillgången är därför högre än i den omgivande marken vilket gynnar antalet mikroorganismer. En stor mångfald av olika bakterier, svampar, och protister lever i rhizosfären och kallas sammantaget för rhizosfärmikrobiom. Mikroorganismerna interagerar i olika grad med växten. Vissa mikroorganismer har utvecklat ett symbiotiskt förhållande till växten, detta gäller till exempel mykorrhiza-svampar och kvävefixerande bakterier. Andra är skadegörare och kan attackera växters rötter men många rotlevande mikroorganismer kan också skydda växten från angrepp och stimulera tillväxt.